# Bommi i przyjaciele
Bommi i przyjaciele (ang. Bommi and Friends) – indyjski serial animowany, który swoją światową premierę miał 7 lutego 2011 roku. W Polsce premiera serialu odbyła się 5 września 2011 roku na kanale KidsCo. Serial został wykonany w technice trójwymiarowej.
Serial powstał w koprodukcji między kanałem KidsCo i firmą Image Venture z Ćennaju (Madras) w Indiach.

## Opis fabuły
Serial opowiada o przygodach dziewczynki imieniem Bommi oraz jej książeczki z rozkładanymi obrazkami pt.: Przygody w Cudownej Krainie. Książka potrafi przenieść ją w fantastyczny świat, istniejący do tej pory w jej wyobraźni.